# Craig Federighi
Craig Federighi (San Leandro, 27 maggio 1969) è un ingegnere e dirigente d'azienda statunitense.
Vice presidente senior del reparto ingegneria del software di Apple, supervisiona lo sviluppo dei sistemi operativi iOS, iPadOS, macOS e coordina i team responsabili dei principali livelli di sviluppo software (interfaccia utente, applicazioni, framework).
È molto noto all'interno della comunità di sviluppatori e appassionati per le sue energiche e umoristiche presentazioni di nuovi prodotti e aggiornamenti software, tenute spesso durante i keynote della WWDC.

## Biografia
Federighi è nato a San Leandro, in California, da una famiglia di origini italiane.
Ha conseguito la laurea in ingegneria elettronica nel 1991 e la laurea magistrale in informatica nel 1993, entrambe presso l'Università della California, a Berkeley.
In gioventù ha praticato numerosi sport, tra cui pallacanestro e sci, ed è un grande appassionato di musica heavy metal. In un articolo pubblicato sul Washington Post, ha affermato di aver scelto la carriera da ingegnere perché "credo nel potere della tecnologia per arricchire le nostra vite".
È sposato e ha quattro figli.

## Carriera

### NeXT e Ariba
Prima di entrare in Apple, ha lavorato sotto la direzione di Steve Jobs alla NeXT, dove ha partecipato allo sviluppo dell'Enterprise Objects Framework. Con l'acquisizione di NeXT da parte di Apple nel 1996, Federighi ha lavorato per l'azienda di Cupertino fino al 1999, quando è passato alla software house Ariba, dove ha assunto vari ruoli sia tecnici che dirigenziali.

### Ritorno in Apple
Nel 2009, su espressa volontà di Steve Jobs, fu assunto in Apple per occuparsi della sezione macOS, poco dopo il termine dello sviluppo di Mac OS X Snow Leopard.
Il 23 marzo 2011, è stato promosso vicepresidente dello sviluppo di macOS, sostituendo Bertrand Serlet.
Da agosto 2012, Federighi è vicepresidente della Apple. Oltre allo sviluppo di macOS, attualmente egli supervisiona anche lo sviluppo di iOS, avendo preso il posto di Scott Forstall.
La prima versione del software mobile di Apple distribuita sotto la sua supervisione è iOS 7, presentata durante la WWDC 2013 da lui stesso, assieme alla nuova versione di OS X, Mavericks.  Le versioni di iOS rilasciate sotto la direzione di Federighi sono note per l'interfaccia grafica radicalmente diversa dalle precedenti, con uno stile minimalista e dai colori pieni, a differenza delle interfacce ricche di scheumorfismi e gradienti tipiche della direzione di Forstall.